# Granville Lake
Der Granville Lake ist ein See in der kanadischen Provinz Manitoba.

## Lage
Der See hat eine Wasserfläche von 429 km², einschließlich Inseln beträgt die Gesamtfläche 490 km². Der See wird vom Churchill River durchflossen. Die gleichnamige Indianersiedlung 
befindet sich am Südufer des Sees.